# Knock Off
Knock Off, é um filme americano de 1998 dirigido por Tsui Hark e estrelado pelos atores Jean-Claude Van Damme, Rob Schneider, Lela Rochon e Michael Fitzgerald Wong.

## Sinopse
Marcus Ray (Jean Claude Van Damme), representante de vendas da empresa V-SIX jeans, e seu parceiro Tommy Hendricks (Rob Schneider) estão prestes a serem presos por vender jeans falsificados. Seu contato americano, Karen Lee (Lela Rochon), também é uma agente da CIA em busca de um informante na operação. Ela os ameaça de ir para a prisão se não provarem sua inocência.
Enquanto isso, Ray e Hendricks se encontram com Harry Johannson (Paul Sorvino), um agente da CIA que também trabalha para a máfia russa. Ele os convence de que a CIA precisa da ajuda de Ray. Então eles descobrem que um cara chamado Eddy Wang tem algo a ver com jeans piratas, então eles vão procurá-lo. Wang é morto e seus trabalhadores vão atrás de Marcus e Tommy. Mais tarde, os dois amigos percebem que o jeans contém nanobombas, fabricadas pela KGB em conjunto com terroristas internacionais que devem ser detidos pelos protagonistas.

## Elenco
- Jean-Claude Van Damme - Marcus Ray
- Rob Schneider - Tommy Hendricks
- Lela Rochon - Carren Lee
- Michael Fitzgerald Wong - Han
- Camen Lee - Officer Ling
- Paul Sorvino - Jonhasson
- Wyman Chen - Eddie Wang
- Glen Chin - Skiny
- Leslie Cheung - Mecânico
- Moses Chan - policial